# Edward Hawker
Pour les articles homonymes, voir Hawker.
Edward Hawker, né le 7 novembre 1782 et mort le 8 juin 1860 à Brighton, est un amiral de la Royal Navy.
Il a participé aux guerres de la Révolution française, aux guerres napoléoniennes et à la guerre anglo-américaine de 1812.
L'un de ses enfants est George Charles Hawker (en).